# Mahmudia
Mahmudia – wieś w Rumunii, w okręgu Tulcza, w gminie Mahmudia. W 2011 roku liczyła 2341 mieszkańców.